# 硬稃狗尾草
硬稃狗尾草（学名：Setaria glauca var. dura）为禾本科狗尾草属下的一个变种。

## 扩展阅读
- 維基物種上的相關：硬稃狗尾草